# Sándor Szabolcs
Sándor Szabolcs (Budapest, 1973 magyar karmester, zongoraművész, korrepetitor.

## Életpályája
Zenei tanulmányait ötévesen kezdte zongorán. Első színpadi fellépése hétévesen volt, majd budapesti és külföldi színpadokon is szerepelt (rádió, kultúrházak, budapesti hazai versenyek). Tanulmányait Schweitzer Katalinnál folytatta a Bartók Béla Konzervatórium zongora szakán, majd felvételt nyert a Liszt Ferenc Zeneművészeti Főiskolára, ahol Várjon Dénes növendékeként summa cum laude zongoraművészi- és kamaraművészi diplomát szerzett. Bár első diplomáit 1996-ban szerezte, de már 1991-től a Szent István Király Zeneművészeti és a Bartók Béla Zeneművészeti Konzervatóriumban tanított kamarazenét, valamint az összes hangszeres szak korrepetitora is volt. Ezt követően tanársegédi felkérést kapott Sass Sylviától, a Liszt Ferenc Zeneművészeti Egyetem ének tanszékén.
Zenei munkálatai mellett tanulmányait korrepetitor szakon folytatta, ahol összevont évek után 1998-ban diplomázott a Zeneakadémia nagytermében. Tanárai: Varasdy Emmi, Patkó József, Vashegyi György, Tihanyi László, Sári József voltak. Ugyan ebben az évben Patkó József – az akkori tanszékvezető – meghívására került az Operaházba, mint korrepetitor, Ligeti György Le grand macabre zenei vezetőjeként. 2000-ben Szinetár Miklós kinevezte az Opera Stúdió zenei vezetőjévé, valamint 2001-2006 között többször készített elő operaprojekteket Pekingben (Turandot, Aida, Bohémélet) Kürthy András rendező és Tibor Rudas – a 3 Tenor volt producere – meghívására. Később (2001-ben) az Operaház karigazgatójává nevezték ki. Sass Sylvia javaslatára fordult végül a karmesteri pálya felé, így tanulmányait Olaszországban folytatta az Accademia Musicale Pescaresén. Bár karmesteri diplomáját csak 2007-ben szerezte meg, a budapesti Operaház már 2004 óta karmesterként is foglalkoztatta. 2006-ban 3. díjat nyert az Orvieto-i Nemzetközi Opera-karmester versenyen, ahol Puccini: Bohémélet című operáját dirigálta a Mancinelli Theatre-ben, majd megalapította az Opera Viva és a Rotary Hungary Orchestrát. 2008–ban a Szegedi Tudományegyetem ének tanszékének tanára lett. 2010-ben és 2011-ben a szombathelyi Bartók Fesztivál betanító karmestere. A Filharmónia meghívására a Fiatal Tehetségek koncertsorozat karmestere, ahol a MÁV Szimfonikus Zenekarral, valamint a Korunk Zenéje sorozatban a Savaria Szimfonikus Zenekarral működött együtt. 2010 januárjában újévi koncertet vezényelt Catania-ban, 2011 tavaszán pedig Kálmán Imre: A cigányprímás című operettjét vezényelte svájci és németországi turnékon, valamint a Failtoni Zenekarral 23 koncertet adott Mexikóban 21 különböző nagyvárosban. Marton Éva meghívására – 2011 óta – a Liszt Ferenc Zeneművészeti Egyetem opera tanszakának tanára. Doktori cím (DLA) 2018-ban a Liszt Ferenc Zeneművészeti Egyetemen. Ugyanitt egyetemi docens.
2015 szeptemberében meghívást kapott Svájcba, ahol a Theater Orchester Biel Solothurn karmestere és korrepetitora, valalmint a Berner Schweizerische Opera Master meghívott tanára lett. Az évad első felében: Britten - Owen Wingrave, Piazzola - Maria de Buenos Aires és Verdi - Traviátáját vezényelte, tanította be.
Munkahelyek
•	2011 - jelenkor Liszt Ferenc Zeneművészeti Egyetem Budapest, Ének tanszék Opera Master zenei vezető, egyetemi docens, korrepetítor-karmester
•	2023. szept., Debreceni Egyetem-Zeneművészeti kar, Ének tanszak, óraadó
•	2023. aug.-2025. február, Csokonai Nemzeti Színház Debrecen, zenei vezető pozíció
•	1998 – 2012 évad Magyar Állami Operaház Budapest, vezénylő-korrepetítor
•	2007 –2011 Szegedi Tudományegyetem Zeneművészeti kar Ének tanszék, korrepetítor
•	2015/16 Biel-Solothurn Theater (Schweiz), korrepetitor
•	1996 – 1998 Liszt Ferenc Zeneművészeti Egyetem Budapest, Ének tanszék Sass Sylvia tanársegédje, korrepetítor.
•	1991 – 2000 Szt. István Zeneművészeti Gimnázium, és Bartók Béla Konzervatórium Gimnázium Budapest, korrepetítor az összes zenekari hangszer tanszakain.

Karmesteri munkák zenekarokkal
•	Kodály Filharmónia Debrecen
•	Magyar Állami Operaház Zenekara
•	Szombathelyi Savaria Szimfonikus Zenekar
•	Miskolci Nemzeti Színház zenekara
•	Miskolci Szimfonikus Zenekar
•	Pécsi Nemzeti Színház zenekara
•	Pécsi Filharmonikus Zenekar
•	Failoni Kamarazenekar
•	Concerto Budapest Szimfonikus Zenekar
•	Cataniai Szimfonikus zenekar
•	Pescarai Szimfonikus Zenekar
•	OperaViva Zenekar
•	Rotary Hungary Orchestra
•	Duna Szimfonikus Zenekar
•	Váci Szimfonikus Zenekar
•	Anima Musicae Kamarazenekar
•	Budapesti Vonósok Zenekar
•	Svájc: Biel-Solothurn Theater Orchester
Tanulmányok
•	2024 Habilitációs eljárás elfogadva Liszt Ferenc Zeneművészeti Egyetem-Budapest
•	2018 DLA doktori fokozat, Liszt Ferenc Zeneművészeti Egyetem Budapest,
Puccini egyéni stílusának kialakulása és korai műveinek elemzése.
•	2007 Karmesteri diploma MA (kitűnő) Pescara – Olaszország
•	1998 Énekes-korrepetitor MA (kitűnő) Liszt Ferenc Zeneművészeti Egyetem Budapest
•	1996 Diploma zongoratanár, Kamaraművész MA (summa cum laude) Liszt Ferenc
Zeneművészeti Főiskola Budapest (tanára Várjon Dénes)
•	1991 Érettségi, Bartók Béla Konzervatórium Gimnázium zongora (jeles) Budapest
Tevékenységek, projektek
•	2025 június 11.12. Mátyássy Szabolcs: Scaevola opera dirigálása, Csokonai Nemzeti Színház Debrecen,
•	2025 május 24.,26 Bizet: Carmen opera dirigálása, Csokonai Nemzeti Színház-Debrecen
•	2025 április-május Lionel Bart: Oliver! musical dirigálása, Csokonai Nemzeti Színház Debrecen,
•	2025 április 26., Trapa Grand Prix 1. Nemzetközi partitúraolvasás-transzponálás-blattolás minősítő nemzetközi verseny, Zsűritag, Budapest LFZE.
•	2025 április 8., Előadás pedagógusoknak és diákoknak a Fasang Árpád Zeneiskolában / Dél-Pesti Tankerületi Központ, Az olasz operák karmesteri szemmel címmel
•	2025 március 22., Piazzolla: Maria de Buenos Aires tango-opera előadása a budapesti Nemzeti Színházban, dirigálás+zongora szóló
•	2024 november Mátyássy Szabolcs: Scaevola opera dirigálása, Csokonai Nemzeti Színház Debrecen,
•	2024 szeptember Lionel Bart: Oliver! musical dirigálása, Csokonai Nemzeti Színház Debrecen,
•	2024 szeptember meghívott és hivatalos zongorista a VI. Eva Marton Nemzetközi Énekversenyen, Prof. Em. KS Marton Éva meghívására,
•	2024 julius Lac Leman Festival Genf (Schweiz) Rossini: La donna del lago opera, Zeneakadémia meghívott vendégelőadása,
•	2024 május Operaház-Budapest Monteverdi-Bella: Poppea dirigálás,
•	2024 április Astor Piazzolla: Maria de Buenos Aires tango-opera dirigálás+zongora szóló, Csokonai Nemzeti Színház Debrecen,
•	2024 február Kovács Adrián: A helység kalapácsa kortárs opera dirigálása, Csokonai Nemzeti Színház Debrecen,
•	2024 január PartiTúra-kérdezd a szerzőt kortárs koncert dirigálása, Alba Regia Szimfonikus Zenekar,
•	2023 október-november Maria film- karmester, (Maria Callas: Angelina Jolie)
•	2023 szeptember Wuppertal- Germany Ligeti György: Nouvelles Aventure kamaropera zenei előkészítő-korrepetitor 
•	2023 szeptember-október MÜPA, Kurtág György operája: Fin de partie korrepetíciós
és asszisztens karmesteri munkái.
•	2023 augusztus Royal Albert Hall-London (Glasgow BBC Symphonic Orchester) Proms Festival, Kurtág György operája: Fin de partie asszisztens karmester és korrepetíciós munkái,
•	2023. június a LFZE Operamaster évvégi színpadi vizsga zenei vezetője, continuo.
Mozart: La finta giardiniera, Eiffel ArtStudio.
•	2023. január, karmester-zenei vezető az OperaMaster tanszak félévi színpadi vizsgáján, LFZE-Solti terem.
•	2023. január Meghívott és hivatalos zongorista, Tenor Viñas Nemzetközi Énekverseny
Barcelona, az igazgató Mr. Miguel Lerin és a Theater Liceu Barcelona meghívására.
•	2022 november, Belgium, Opera Antwerpen, Kurtág György operája: Fin de partie
asszisztens karmester és korrepetíciós munkái,
•	2021, 2022 szeptember, első és második önálló korrepetíciós mesterkurzus
•	2021, 2022 Meghívott és hivatalos zongorista az Eva Marton Nemzetközi Énekversenyeken, Prof. Em. KS Marton Éva meghívására.
•	2020 október, Spanyolország, Opera Valencia Kurtág György operája: Fin de partie
asszisztens karmester és korrepetíciós munkái,
•	2019 és 2020 Meghívott és hivatalos zongorista, Tenor Viñas Nemzetközi Énekverseny
Barcelona, az igazgató Mr. Miguel Lerin és a Theater Liceu Barcelona meghívására.
•	2018, 2016, 2014 Meghívott és hivatalos zongorista az Eva Marton Nemzetközi Énekversenyeken, Prof. Dr. Em. KS Marton Éva meghívására.
•	2001, 2002, 2004 Peking, meghívott zongorista és karmester asszisztens a Tibor Rudas Production USA által (A Három Tenor producere, menedzsere).
•	2016, 2017, 2018 Gálakoncertek dirigálása, Tisza-tavi Fesztivál
•	2018 Érsekújvár, Házy Erzsébet Nemzetközi Énekverseny döntő és Gálakoncert
dirigálása.
•	2018 Kodály Központ Pécs, Valentin-koncert dirigálása, Pannon Filharmonikusok
•	2017 Pécsi Nemzeti Színház, J. Strauss A Denevér c. operett dirigálása
•	2017 Armel Opera Fesztivál, Zenei vezető, Válaszutak
•	2017 Bartók+ Operafesztivál, Mátyássy Szabolcs Scevola c. kortárs opera dirigálása
•	2014 Eötvös Péter Lady Sarashina c. operájának zenei vezetője.
•	2009, 2010 Faragó Béla Átváltozás c. kortárs operájának dirigálása.
•	2013, 2014 Hungaroperett RevűShow turné, dirigálás
•	2011 Kálmán Imre Der Zigeunerprimas c. operett-turné dirigálás, Ausztria, Svájc, Németország
•	2011 Mexico, Három Tenor turné, 23 koncert dirigálása
•	2011 Verdi Simon Boccanegra c. opera dirigálása, Magyar Állami Operaház Budapest
•	2010 január Catania, Újévi koncert dirigálása
•	2008 Mozart Varázsfuvola dirigálása, Magyar Állami Operaház
•	2007 Stravinsky Mavra, Renard, Histoire du soldat dirigálása, Thália Színház (Operaház produkciója)
•	2007 Mozart Don Giovanni dirigálása, OperaViva Orchestra, Gödöllő Királyi Kastély
Színházterem.
•	2007 OperaViva Orchestra megalapítása
•	2007 Rotary Hungary Orchestra megalapítása
•	2004 Kacsoh P.: János Vitéz dirigálása, Erkel Színház
•	2002 Az új OperaStúdió zenei vezetője, Magyar Állami Operaház
•	2001 Karigazgatói kinevezés (Győriványi-Ráth György), Magyar Állami Operaház
•	1998 Az OperaStúdió zenei vezetője, Magyar Állami Operaház

Díjak, Ösztöndíjak

•	2010: MMA Kutatói Ösztöndíj
•	2008: Pless László-Díj Magyar Állami Operaház Budapest
•	2006: 3. díj Nemzetközi Opera-karmester verseny Orvieto (Olaszország), Puccini
Bohémélet című operájának dirigálásával.
•	1994: 3. díj az első Földes Andor & Jürg Marquard Nemzetközi Zongoraversenyen.
•	2004: Polgár László Ösztöndíj, Magyar Állami Operaház
•	2004, 2005 Római Kormányösztöndíj az olaszországi tanulmányokhoz.
•	1993, 1994, 1995 Köztársasági Ösztöndíj

Mesterkurzusok
•	CoSyMa Collegium Hungaricum, Hamar Zsolt vezetésével
•	Maestro Donato Renzetti, Daniele Gatti és Dario Lucantoni 2004, 2005, 2006 Pescara (Olaszország)
•	M° Peskó Zoltán 2004, 2005, 2006 Szombathely
•	M° Jurij Szimonov 2004, 2005, 2006 Budapest

## Díjai
- Nemzetközi Operakarmester-verseny 3. díja (2006), Orvieto- Italy
- Pless László-díj (2008)